# Defence Medal
La Defence Medal fu una medaglia commemorativa concessa dal governo inglese durante la Seconda guerra mondiale. Essa venne istituita per riconoscere i meriti civili e militari di quanti avessero servito fedelmente la nazione durante il conflitto.
La medaglia poteva essere conferita a:
- Home Guard
- Royal Observer Corps
- Vigili del fuoco, tra cui National Fire Service (NFS)
- Civil Defence Messenger Service
- Polizia
- Guardia costiera

Le qualifiche per ottenere tale riconoscimento erano le seguenti:
- Nel Regno Unito - 1080 giorni di servizio
- operazioni oltreoceano - 360 giorni di servizio
- Operazioni oltreoceano in un'area soggetta ad attacchi aerei - 180 giorni di servizio

## Descrizione
- La medaglia era composta di un disco d'argento di 36 mm di diametro. Il diritto riportava l'effigie di re Giorgio VI d'Inghilterra, rivolta vers sinistra, con la legenda "GEORGIVS VI D:G:BR:OMN:REX F:D:IND:IMP:". Sul retro si trovava invece la corona reale sostenuta da un leone e da una leonessa, poggiante su una pianta. nella parte alta si trovava la data "1939" mentre in basso quella del "1945" assieme alle parole "THE DEFENCE/MEDAL".
- Il nastro era verde con una striscia rossa centrale ed una striscia nera più piccola per parte.